# Госкинд, Саул
Саул Госкинд (пол. Saul Goskind, 1907, Варшава, Царство Польское, Российская империя — 24 мая 2003, Бней-Брак, Израиль) — польский и израильский режиссёр, кинопродюсер, документалист, один из создателей кинематографа на языке идиш.

## Биография
Саул Госкинд родился в 1907 году в Варшаве, Российская империя. В 1932 году вместе с братом Исааком основал кинематографическую лабораторию «Sektor», на базе которой в 1936 году создал студию «Kinor». Во время Второй мировой войны находился на территории Советского Союза. Возвратившись в Польшу в 1945 году, продолжил снимать фильмы на идише. Одним из самых известных фильмов, вышедших в это время, был полуторачасовой документальный фильм «Mir lebn geblibene» (Мы, пережившие).
В 1951 году Саул Госкинд эмигрировал в Израиль, где продолжил свою деятельность, снимая фильмы на идише.
Скончался 24 мая 2003 года в Бней-Браке.

## Фильмография
- Przebudzenie (Пробуждение, 1934);
- Любовь выпускницы (1935);
- Za grzechy (За грехи, 1936);
- Weseli biedacy (Весёлые бедняки, 1937);
- Wilno (Вильнюс, 1939);
- Bezdomni (Бездомные, 1939);
- Warszawa (Варшава, 1939);
- Łódź (Лодзь, 1939);
- Kraków (Краков, 1939);
- Białystok (Белосток, 1939);
- Żydowskie osadnictwo na Dolnym Śląsku (Еврейские колонии на Верхней Силезии,1947);
- Droga do zdrowia (Дорога к здоровью, 1947);
- My, którzy przeżyliśmy (Мы, пережившие, 1947);
- Nasze dzieci (Наши дети, 1948);
- ORT (1948);
- Joint (Джойнт, 1948);
- Piąta rocznica powstania w getcie warszawskim (Пятая годовщина восстания в Варшавском гетто, 1948);
- Po dwóch tysiącach lat (Спустя две тысячи лет, 1949);